# ریکربای (کالیفرنیا)
ریکربای (به انگلیسی: Rackerby) یک منطقهٔ مسکونی در ایالات متحده آمریکا است که در کالیفرنیا واقع شده‌است. ریکربای ۷٫۶۵۰ کیلومتر مربع مساحت و ۲۰۴ نفر جمعیت دارد و ۳۶۱ متر بالاتر از سطح دریا واقع شده‌است.